# ルワンダにおける売春
ルワンダにおける売春（ルワンダにおけるばいしゅん）では、ルワンダ共和国における売春について取り上げる。

## 概要
ルワンダにおいて売春は非合法的行為であるが、この国全体の貧しさや、ルワンダ内戦により家族を失ったことによる貧困化などにより、多くの女性が金を得る手段として春を鬻ぐ生活を余儀なくされている。ルワンダでは売春婦のおよそ25%がHIV陽性であると考えられている 。
2006年9月23日に、ジェンダー・家族促進大臣（Ministry of Gender and Family Promotion）であるValeria Nyirahabinezaは、ルワンダ国内の売春者に対し"売春行為を止めない者は法的対処に直面するだろう"と述べた。Nyirahabineza大臣はまた、"売春はルワンダにHIV感染の問題を引き起こしている原因である"とも主張した。さらに、ポール・カガメルワンダ大統領は2007年3月に、ルワンダ国内での売春行為は"ルワンダ社会を発展へ導くものでないことから、これを止めさせなければならない”と述べている。